# Tiro nos Jogos Olímpicos de Verão da Juventude de 2014 - Pistola de ar 10 m feminino
As provas de Tiro - Pistola de ar a 10 m feminino nos Jogos Olímpicos de Verão da Juventude de 2014 decorreram a 17 de Agosto de 2014 na Base de Treinos de Desportos de Fangshan em Nanquim, China. A final da competição foi a primeira prova de tiro a atribuir medalhas nos Jogos, com a polaca Agata Nowak a vencer, Margarita Lomova da Rússia a ser medalha de Prata, enquanto Kun Minjung da Coreia do Sul conquistou o Bronze.

## Medalhistas
| Ouro   | POL Agata Nowak      |
| Prata  | RUS Margarita Lomova |
| Bronze | KOR Kun Minjung      |

## Resultados da final
| Pos.              | Dorsal | Atiradora                   | Pontuação |
| ----------------- | ------ | --------------------------- | --------- |
| Medalha de ouro   | 1400   | POL Agata Nowak             | 196.9     |
| Medalha de prata  | 1430   | RUS Margarita Lomova        | 194.4     |
| Medalha de bronze | 1290   | KOR Kun Minjung             | 175.4     |
| 4                 | 1190   | GRE Anna Korakaki           | 156.5     |
| 5                 | 1150   | EGY Afaf Elhodhod           | 137.4     |
| 6                 | 1230   | IND Yashaswini Singh Deswal | 117.6     |
| 7                 | 1440   | SIN Teh Xiu Yi              | 96.2      |
| 8                 | 1550   | UKR Polina Konarieva        | 77.1      |